# Młynarz (Tatry)

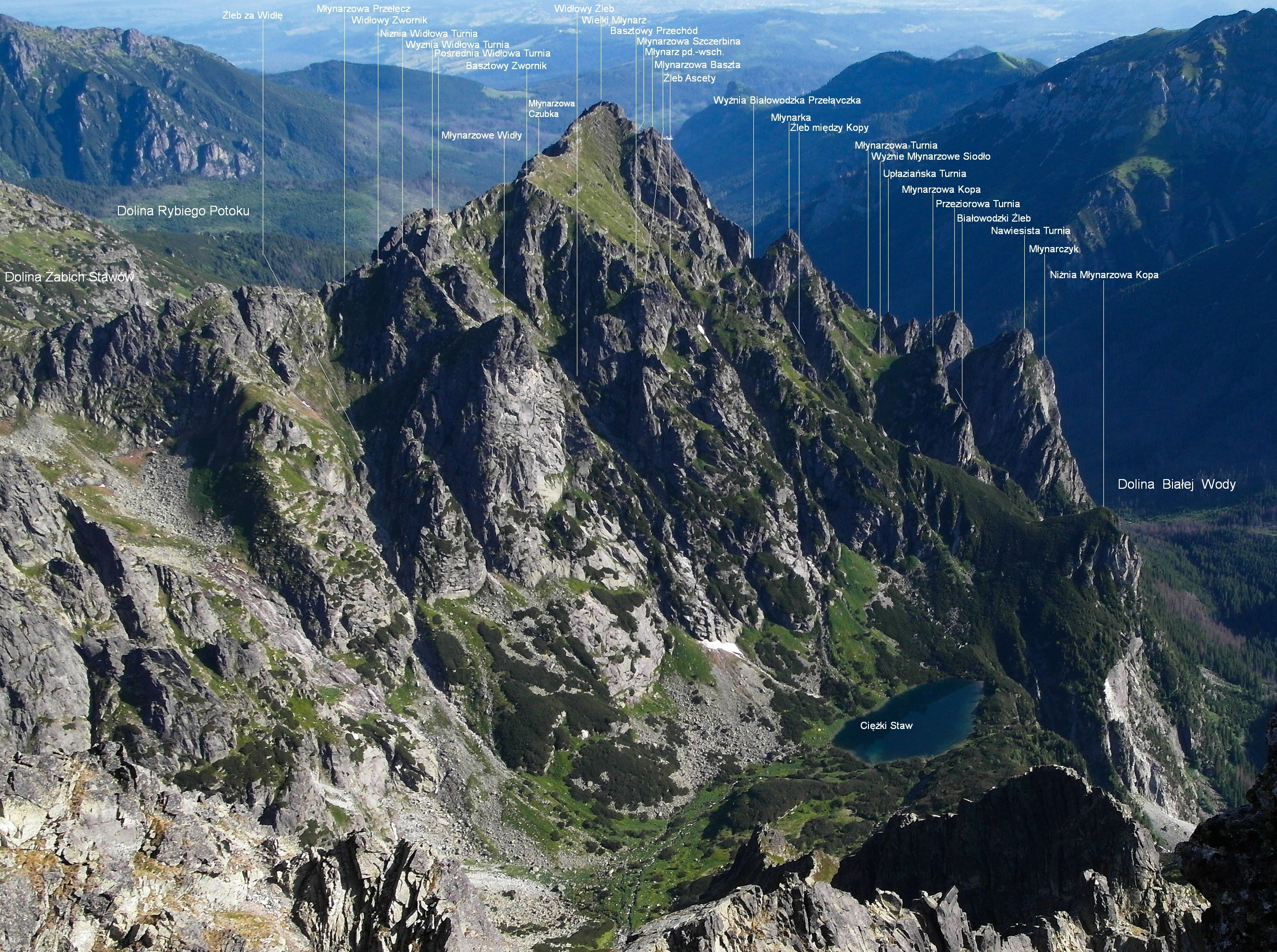
Młynarz – widok z Ganku

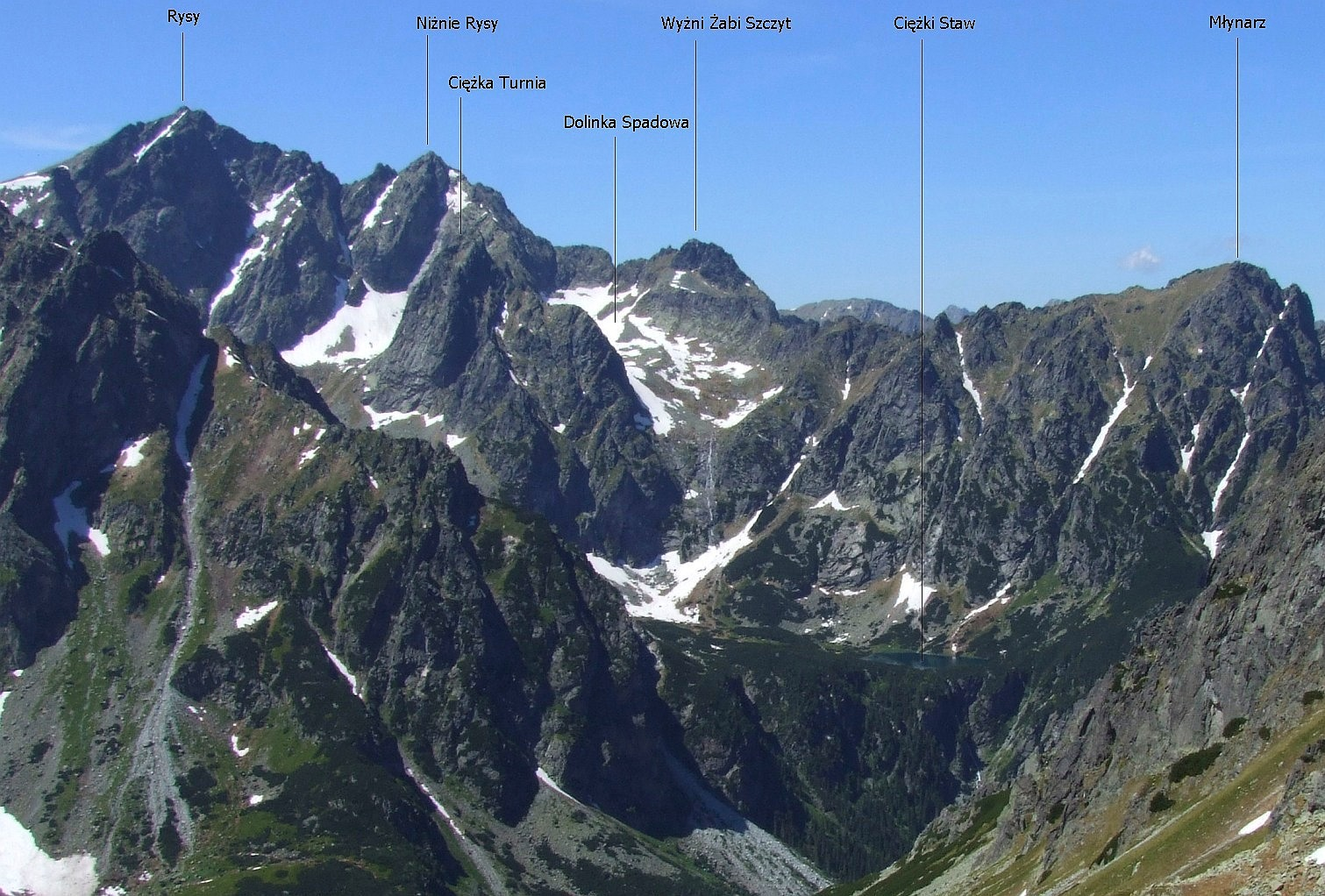
Grań od Rysów do Młynarza

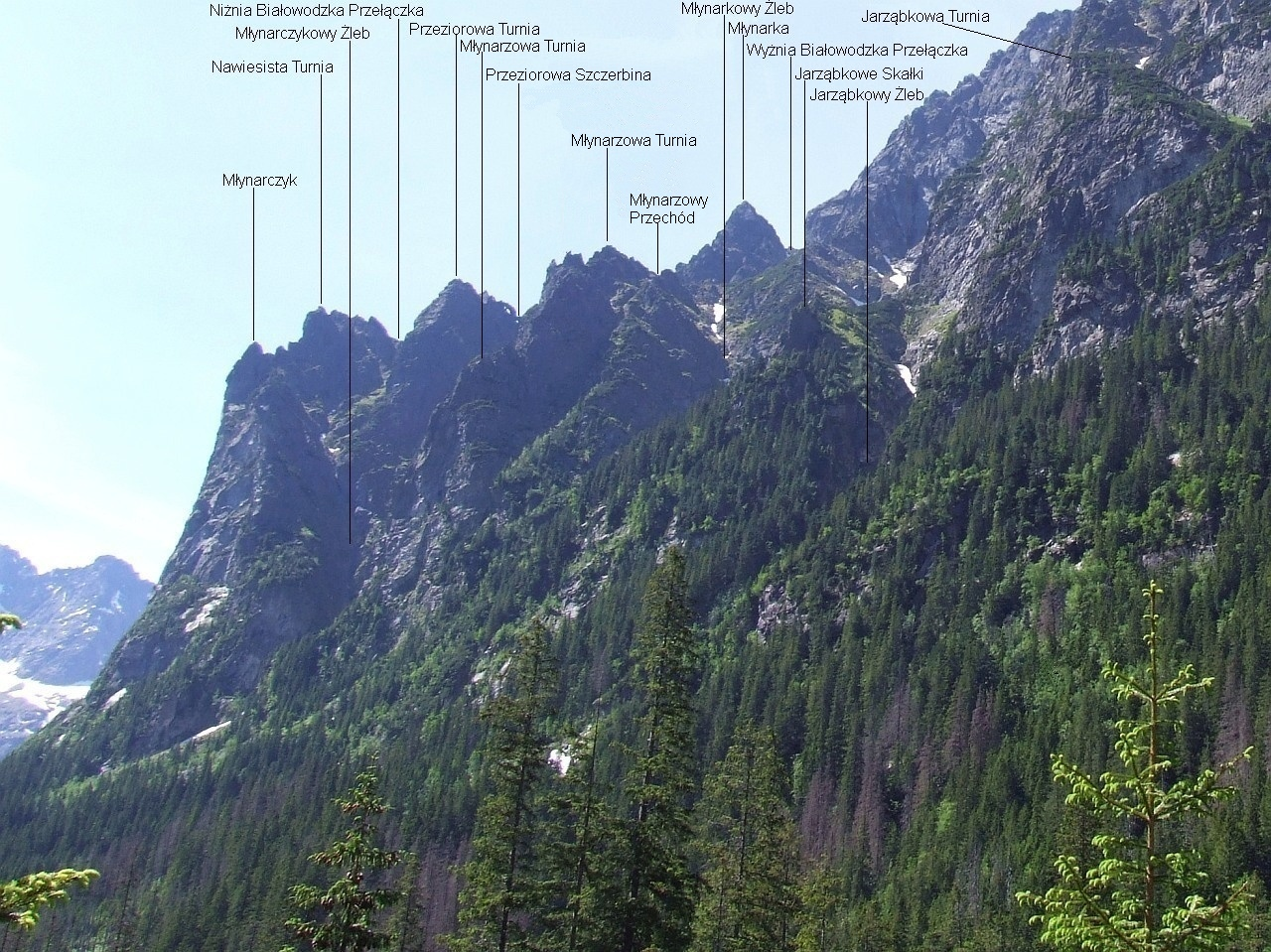
Wschodnia grań Młynarza

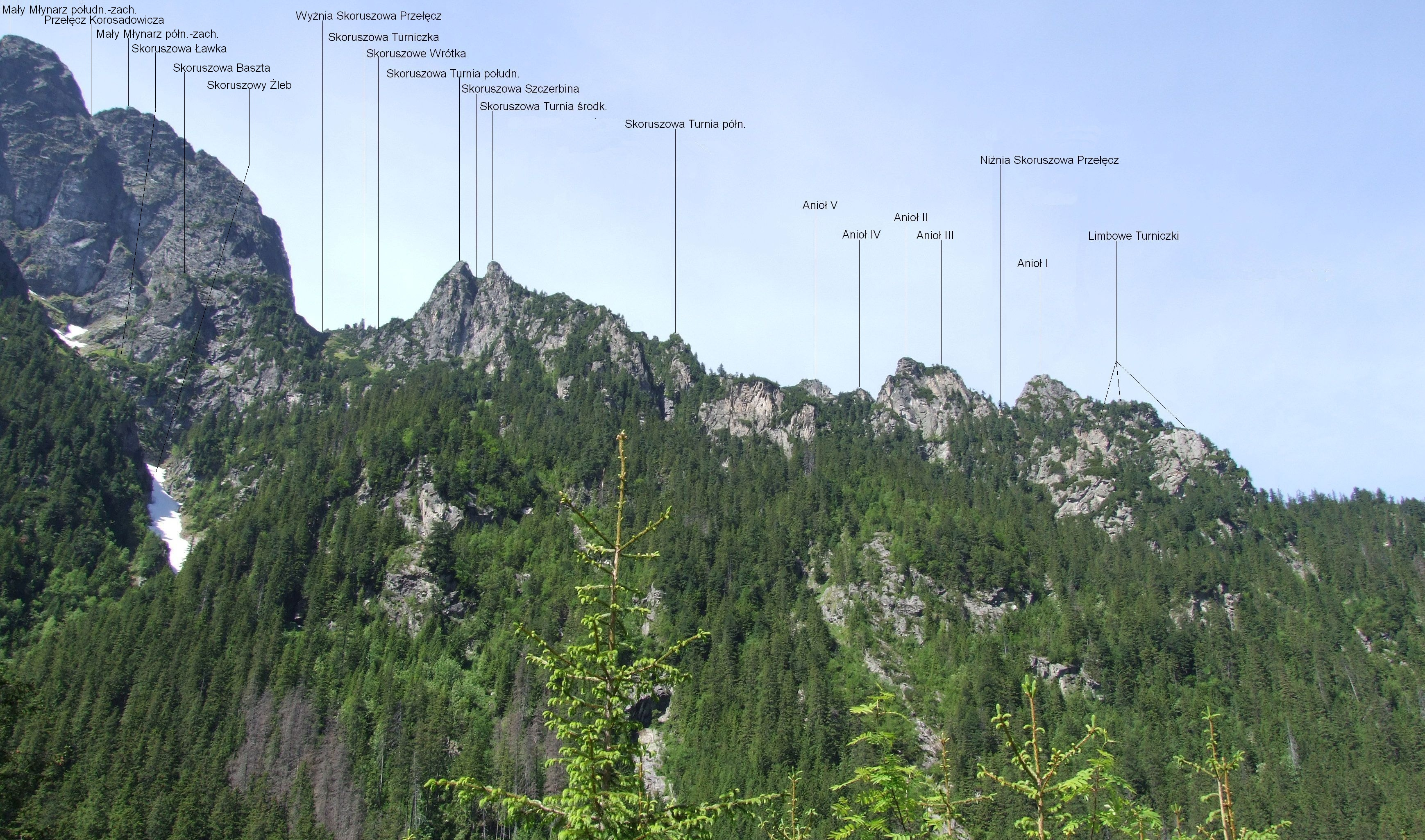
Skoruśniak

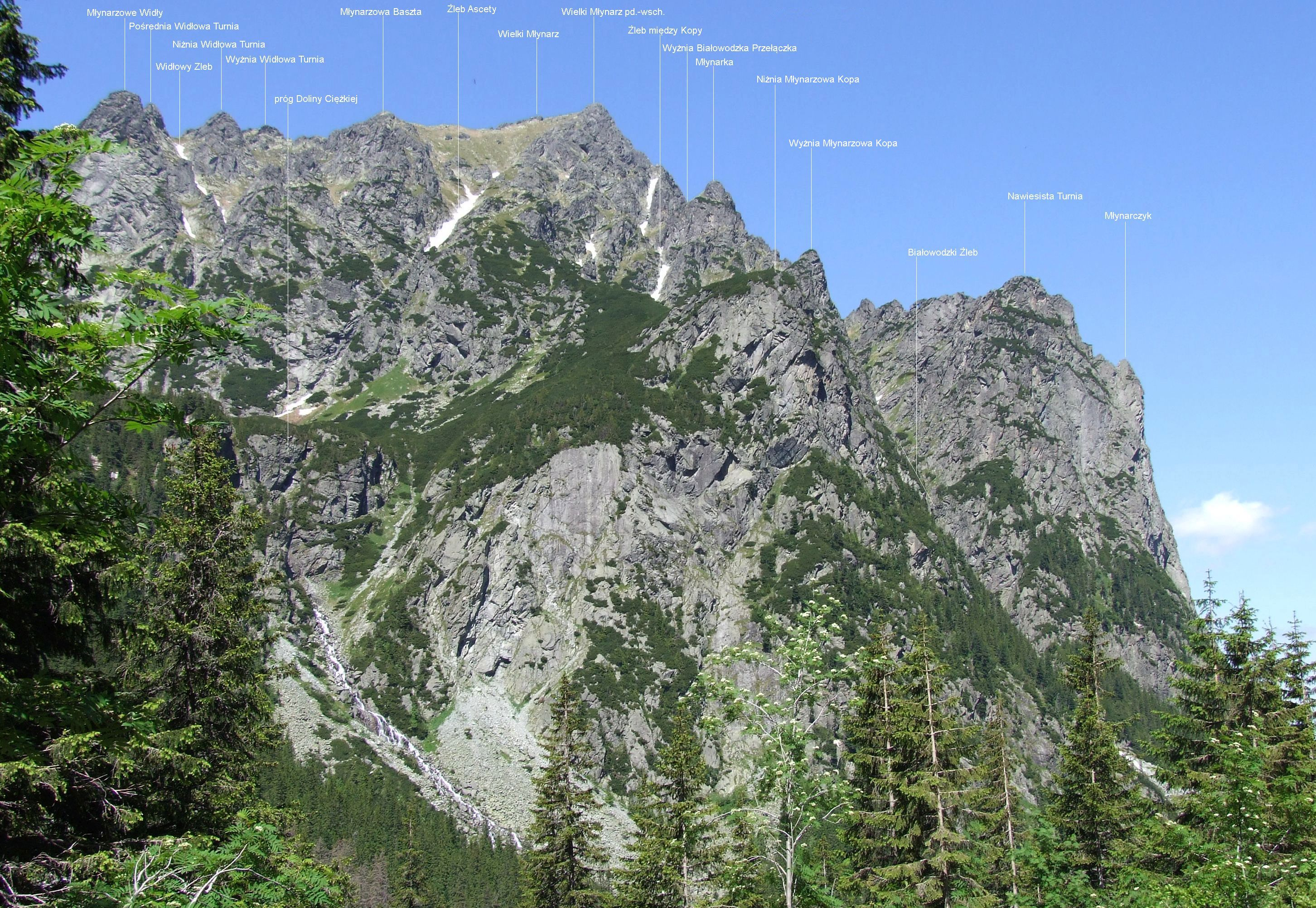
Widok od południowego wschodu

Młynarz (niem. Müller, słow. Mlynár, węg. Molnár) – rozłożysty masyw w słowackich Tatrach Wysokich. Znajduje się w bocznej grani, odchodzącej od Żabiego Szczytu Wyżniego, początkowo na wschód, a następnie skręcającej w kierunku północnym. Jest to główna grań Młynarza. Najwyższym szczytem jest Wielki Młynarz (Veľký Mlynár, 2171 m).
Rejon Młynarza jest jednym z najdzikszych zakątków Tatr. Z powodu niedużej wysokości nad poziomem morza jego skalne ściany są porośnięte bujną roślinnością. Są to lasy urwiskowe, często limbowe, a każdą półkę czy zachód porastają rośliny zielne lub kosodrzewina.

## Topografia
Masyw Młynarza jest bardzo skomplikowany topograficznie. W przewodnikach opisany był bardzo pobieżnie i czasami błędnie, ubogie też było jego nazewnictwo. Kartografowie pomierzyli dokładnie jego wysokość tylko w kilku punktach. Pierwszy i jedyny do tej pory szczegółowy opis stworzył Władysław Cywiński w 6. tomie przewodnika Tatry. Przewodnik szczegółowy. On też jest autorem wielu nazw w tym rejonie, inne zostały przez niego skorygowane.
Szczyt Młynarza (Wielki Młynarz) ma trzy wierzchołki, z których główny jest południowy. Dwa pozostałe są wyraźnie niższe – południowo-wschodni mierzy 2144 m, a północny 2136 m. Wierzchołki główny i północny rozdzielone są Młynarzową Szczerbiną.
Grań Młynarza oddziela Dolinę Żabich Stawów Białczańskich (Žabia Bielovodská dolina) od Doliny Ciężkiej (Ťažká dolina) i głównej części Doliny Białej Wody (Bielovodská dolina). Masyw od Żabiego Szczytu Wyżniego oddzielony jest Młynarzową Przełęczą. Od Młynarzowej Przełęczy grań biegnie początkowo na północny wschód do wierzchołka najwyższego punktu, Wielkiego Młynarza, potem dalej na północ. W. Cywiński wyróżnił w nim 14 zworników, bocznych grani i żlebów. W kolejności od Młynarzowej Przełęczy na północ są to:
1. Widłowy Zwornik (2082 m) – turniczka, od której na południe odchodzi grań z Młynarzowymi Widłami (2038 m)
2. Widłowa Kopka (2096 m). Na południe odchodzi od niej grań dzieląca górną część Widłowego Żlebu na dwie odnogi. W grani tej wznosi się Pośrednia Widłowa Turnia (2103 m) oddzielona Widłowymi Wrótkami
3. Widłowy Żleb opadający do Doliny Ciężkiej z grani między Widłowym Zwornikiem i Basztowym Zwornikiem
4. Basztowy Zwornik – niewielka wypukłość w grani będąca zwornikiem grzędy zakończonej szczytem Młynarzowej Baszty
5. Żleb Ascety opadający z grani między Basztowym Zwornikiem i Wielkim Młynarzem
6. Odchodząca od południowo-wschodniego szczytu Młynarza grzęda zakończona wzniesieniem Niżniej Młynarzowej Kopy
7. Odchodząca od głównego wierzchołka Młynarza wschodnia grań zakończona ścianą Młynarczyka
8. Olbrzymi system żlebów między grzędami nr 6 i 7
9. Młynarzowa Turnia (1809 m) w grzbiecie północnego wierzchołka Młynarza. Oddzielona jest od niego Młynarzowym Przechodem
10. Dwa duże żleby pomiędzy wschodnią granią Młynarczyka a Młynarzową Turnią. Są to Młynarkowy Żleb i Młynarczykowy Żleb
11. System depresji pomiędzy północnym wierzchołkiem Młynarza a Jarząbkowym Zwornikiem. Ich główną gałąź tworzy Młynarzowy Żleb opadający z Niżniej Młynarzowej Przełęczy
12. Jarząbkowy Zwornik znajdujący się około 200 m na południe od wierzchołka Małego Młynarza. Odchodząca w jego zboczach grań rozgałęzia się na dwa ramiona obejmujące Jarząbkowy Żleb
13. System depresji opadających z grani pomiędzy Jarząbkowym Zwornikiem a Skoruszową Turnią. Główną ich gałąź tworzy Skoruszowy Żleb opadający z Młynarzowej Przehyby. Jego odnogą jest Mały Skoruszowy Żleb. Oddziela je Skoruszowa Baszta
14. Trzy żleby opadające z masywu Skoruśniaka ku wschodowi. Najbardziej północny z nich opada spod Pośredniej Skoruszowej Przełęczy

Masyw Młynarza jest bardzo asymetryczny. W stokach opadających do Doliny Żabiej brak najmniejszych nawet bocznych grzbietów. Stoki te to kilka urwistych, ale krótkich filarów, skalisto-trawiaste zbocza, płytkie żleby i niewysokie ściany. Natomiast w prawych zboczach jest wiele bocznych grani, oddzielonych potężnymi żlebami, a w graniach tych wznoszą się wybitne turnie. Nieduża wysokość n.p.m. powoduje, że zbocza są silnie zarośnięte. Każda półka czy zachód porastają rośliny zielne lub kosodrzewina.
Najciekawszy widok na Młynarza przedstawia się z polany Biała Woda w Dolinie Białej Wody, ku której opada licznymi urwiskami. Od polskiej strony Młynarz wraz z Doliną Białej Wody, jest dobrze widoczny np. z drogi do Morskiego Oka na wysokości Wanty (gajówka pod Wantą, ok. 2 km przed Włosienicą), oraz z Rusinowej Polany.

## Nazewnictwo
Początkowo nazwa Młynarza odnosiła się do jednej z jego turni przypominającej kształtem młynarza dźwigającego młyński kamień. Turnia ta jest dobrze widoczna z Doliny Białej Wody i obecnie ma nazwę Przeziorowa Turnia. Znajduje się w niej oryginalne okno skalne. Nazwa przez pomyłkę została przesunięta z turni na cały masyw. Wcześniej szczyt nazywany był Wierchem nad Młynarzem.

## Turystyka i taternictwo
Drogi w masywie Młynarza były od dawna znane góralom. Chodzili nimi juhasi i koziarze. Nieznana jest dokładna data pierwszego wejścia turystycznego. W 1867 Jan Jarząbek znalazł w masywie szczątki ludzkie, najprawdopodobniej jakiegoś koziarza. Przewodnik z Zakopanego, Wojciech Samek w 1877 miał uprawnienia do prowadzenia wycieczek na Młynarza, ale nie ma informacji o odbytych wejściach w jego towarzystwie w tym masywie.
Pierwsze odnotowane wejścia turystyczne:
- pomiędzy 1881 a 1885 – Ludwik Chałubiński z przewodnikami – Wojciechem Bukowskim i Janem Gronikowskim[2],
- zimą Józef Lesiecki i Józef Oppenheim 4 lutego 1914 r.[7]

Pierwsze odnotowane przejście turystyczne północnej grani Młynarza, od Wyżniej Skoruszowej Przełęczy do Wielkiego Młynarza:
- latem – Alfréd Grósz, L. Progner, Oskar Zuber 8 lipca 1914 r.
- zimą – J. Lesiecki i J. Oppenheim 4 lutego 1914 r.[7]

Pierwsze odnotowane przejście wschodniej grani Wielkiego Młynarza – Jan Humpola, Mieczysław Świerz 14 lipca 1924 r.
Boczne granie Młynarza schodzące do leżącej u jego podnóży Doliny Białej Wody i jej odgałęzienia – Doliny Ciężkiej, zakończone są skalnymi lub trawiastymi urwiskami. Młynarczyk i Nawiesista Turnia obrywają się nieomal pionowymi ścianami (ok. 300 m wysokości) do Doliny Białej Wody. Rozpoczął ich zdobywanie Jan Alfred Szczepański, który w latach 30. XX wieku przeszedł w masywie Młynarza kilka dróg, a Zbigniew Korosadowicz przejście Małego Młynarza uważał za swój największy taternicki sukces. Popularny stał się Młynarz w latach 60. Czołówka polskich, słowackich i czeskich wspinaczy pokonała wówczas niemal wszystkie jego ściany, dziewicze pozostały tylko mniej urwiste fragmenty. W masywie Młynarza poprowadzono ponad 100 dróg wspinaczkowych. Są wśród nich ekstremalnie trudne, np. Szewska Pasja (VIII-), Direttissima (VIII+), Kastrator (IX-). Czasy przejścia niektórych dróg wynoszą 30 lub 40 godz., a czas pierwszego przejścia ściany wschodniej Skoruszowego Mnicha wyniósł 70 godz. Obecnie jednak Młynarz znajduje się na terenie objętym ochroną ścisłą Bielovodska dolina i jest zamknięty dla turystów. Taternicy mogą się wspinać tylko na ścianie Małego Młynarza i to tylko od 21 grudnia do 20 marca.